# Zofia pomorska (1501–1568)

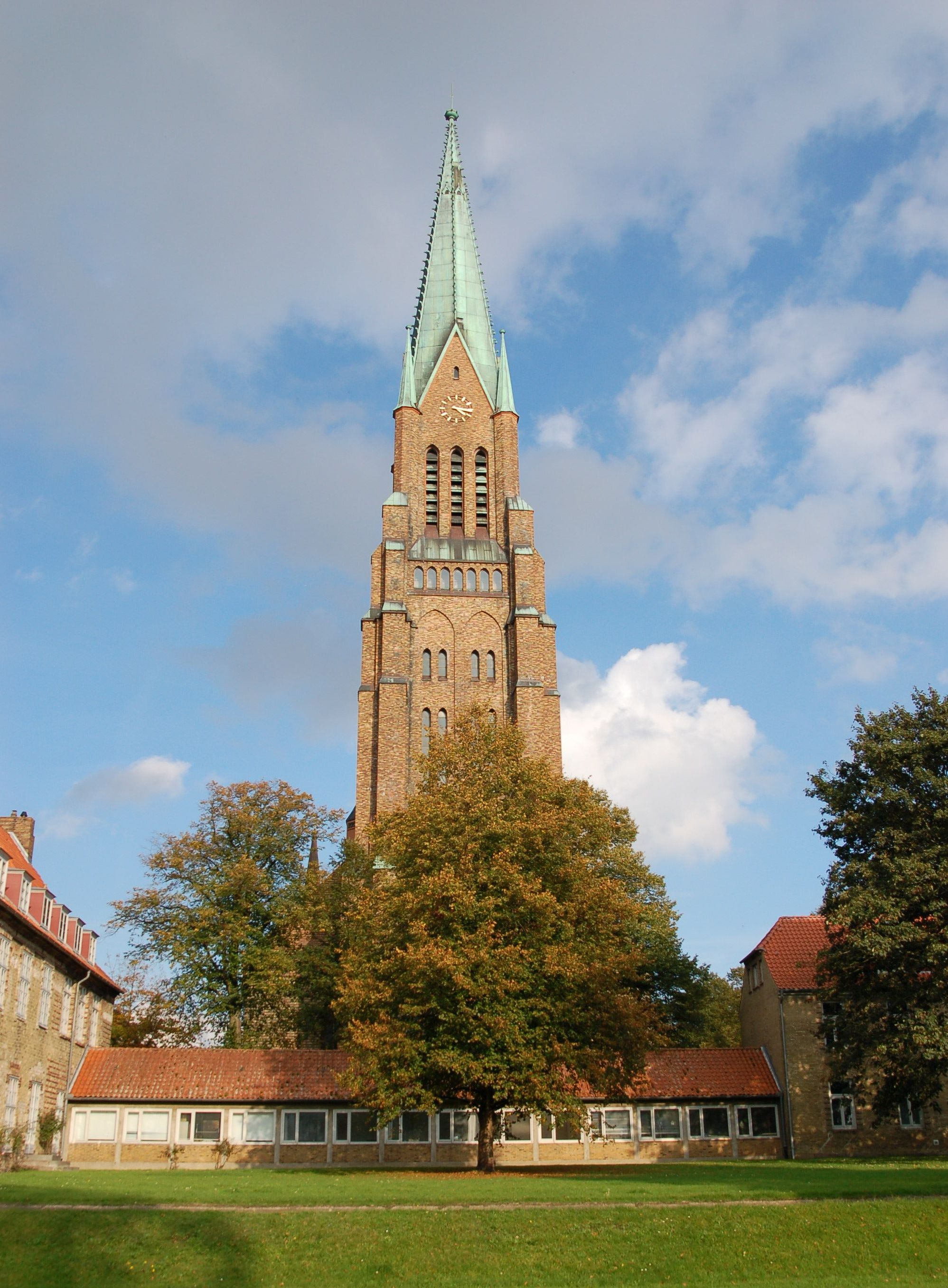
Katedra w Szlezwiku, gdzie spoczywa królowa Zofia pomorska

Zofia pomorska (duń. Sophie af Pommern) (ur. na pocz. 1501 w Szczecinie, zm. 13 maja 1568 w Kilonii) – królowa Danii i Norwegii.

## Życiorys
Zofia była córką Bogusława X (1454–1523), księcia pomorskiego i księżniczki Anny Jagiellonki (1476–1503), córki polskiego króla Kazimierza IV.
13 sierpnia 1525 w katedrze Marii Panny w Kopenhadze została koronowana na królową Danii. Po koronacji otrzymała w dożywocie wyspy Lolland i Falster oraz zamki w Kilonii i Plön. O życiu królowej niewiele wiadomo, poza tym, że prowadziła długoletni spór ze swoim pasierbem Chrystianem III o należne jej majątki na wyspach Lolland i Falster. Stosunki między nimi pogorszyły się, kiedy nowy król zmusił królową–wdowę do opuszczenia zamku Gottorp i przeprowadzki do Kilonii. Spory majątkowe ciągnęły się latami, a po śmierci Chrystiana III były prowadzone przez jego syna Fryderyka II. 
Królowa Zofia zmarła w 1568 roku i została pochowana w katedrze w Szlezwiku.

## Życie prywatne
9 października 1518 roku w Kilonii Zofia wyszła za mąż za owdowiałego Fryderyka I Oldenburga (1471–1533), króla Danii i Norwegii, czwartego syna Chrystiana I Oldenburga i Doroty brandenburskiej.

### Potomstwo
- Jan II (ur. 28 czerwca 1521, zm. 2 października 1580) – książę szlezwicko–holsztyński na Hadersleben,
- Elżbieta (ur. 14 października 1524, zm. 15 października 1586) – żona Magnusa III, księcia meklemburskiego na Schwerinie oraz Ulryka III, księcia meklemburskiego na Güstrowie,
- Adolf I (ur. 25 stycznia 1526, zm. 1 października 1586) – książę szlezwicko–holsztyński na Gottorp, mąż księżniczki Krystyny heskiej,
- Anna (ur. 1527, zm. 4 czerwca 1535),
- Dorota (ur. 1528, zm. 11 listopada 1575) – żona Krzysztofa meklemburskiego, księcia administratora biskupstwa ratzeburskiego(inne języki),
- Fryderyk (ur. 13 kwietnia 1532, zm. 27 października 1556) – biskup hildesheimski i szlezwicki(inne języki)[5].

### Genealogia
| Eryk II ur. w okr. 1418–1425 lub poźn. zm. 5 VII 1474 | Eryk II ur. w okr. 1418–1425 lub poźn. zm. 5 VII 1474 |                                              |                                              | Zofia ur. ok. 1434 zm. 24 VIII 1497 | Zofia ur. ok. 1434 zm. 24 VIII 1497 |  |  | Kazimierz IV Jagiellończyk ur. 30 XI 1427 zm. 7 VI 1492 | Kazimierz IV Jagiellończyk ur. 30 XI 1427 zm. 7 VI 1492 |                                                   |                                                   | Elżbieta Rakuszanka ur. na przeł. 1436/1437 zm. 30 VIII 1505 | Elżbieta Rakuszanka ur. na przeł. 1436/1437 zm. 30 VIII 1505 |
|                                                       |                                                       |                                              |                                              |                                     |                                     |  |  |                                                         |                                                         |                                                   |                                                   |                                                              |                                                              |
|                                                       |                                                       |                                              |                                              |                                     |                                     |  |  |                                                         |                                                         |                                                   |                                                   |                                                              |                                                              |
|                                                       |                                                       | Bogusław X ur. 28 lub 29 V 1454 zm. 5 X 1523 | Bogusław X ur. 28 lub 29 V 1454 zm. 5 X 1523 |                                     |                                     |  |  |                                                         |                                                         | Anna Jagiellonka ur. 12 III 1476 zm. 12 VIII 1503 | Anna Jagiellonka ur. 12 III 1476 zm. 12 VIII 1503 |                                                              |                                                              |
|                                                       |                                                       |                                              |                                              |                                     |                                     |  |  |                                                         |                                                         |                                                   |                                                   |                                                              |                                                              |
|                                                       |                                                       |                                              |                                              |                                     |                                     |  |  |                                                         |                                                         |                                                   |                                                   |                                                              |                                                              |
|                                                       |                                                       |                                              |                                              |                                     |                                     |  |  |                                                         |                                                         |                                                   |                                                   |                                                              |                                                              |

|                                       |                                    | Fryderyk I Oldenburg ur. 3 IX 1471 zm. 10 IV 1533 OO 9 X 1518 | Fryderyk I Oldenburg ur. 3 IX 1471 zm. 10 IV 1533 OO 9 X 1518 | Zofia pomorska (ur. na pocz. 1501, zm. 13 V 1568) | Zofia pomorska (ur. na pocz. 1501, zm. 13 V 1568) |                             |                             |                                |                                |
|                                       |                                    |                                                               |                                                               |                                                   |                                                   |                             |                             |                                |                                |
|                                       |                                    |                                                               |                                                               |                                                   |                                                   |                             |                             |                                |                                |
|                                       |                                    |                                                               |                                                               |                                                   |                                                   |                             |                             |                                |                                |
| Jan II ur. 28 VI 1521 zm. 2 X 1580    | Jan II ur. 28 VI 1521 zm. 2 X 1580 | Elżbieta ur. 14 X 1524 zm. 15 X 1586                          | Elżbieta ur. 14 X 1524 zm. 15 X 1586                          | Adolf I ur. 25 I 1526 zm. 1 X 1586                | Adolf I ur. 25 I 1526 zm. 1 X 1586                | Anna ur. 1527 zm. 4 VI 1535 | Anna ur. 1527 zm. 4 VI 1535 | Dorota ur. 1528 zm. 11 XI 1575 | Dorota ur. 1528 zm. 11 XI 1575 |
|                                       |                                    |                                                               |                                                               |                                                   |                                                   |                             |                             |                                |                                |
| Fryderyk ur. 13 IV 1532 zm. 27 X 1556 |                                    |                                                               |                                                               |                                                   |                                                   |                             |                             |                                |                                |

### Opracowania
- Danske dronninger i tusind år, praca zbiorowa, Kopenhaga 2000, ISBN 87-00-45504-0.
- Edward Rymar, Rodowód książąt pomorskich, Szczecin: Książnica Pomorska im. Stanisława Staszica, 2005, ISBN 83-87879-50-9, OCLC 69296056. Brak numerów stron w książce
- Szymański J.W., Książęcy ród Gryfitów, Goleniów – Kielce 2006, ISBN 83-7273-224-8.

### Opracowania online
- Suhr W., Friedrich I., Herzog von Schleswig-Holstein (niem.), [w:] Neue Deutsche Biographie (NDB) (niem.), T. 5, Dunkcer & Humblot, Berlin 1961, [dostęp 2012-01-29].

### Literatura dodatkowa (opracowania)
- Dehn-Nielsen H., Kings and Queens of Denmark, Kopenhaga 2007, ISBN 978-87-89542-71-3.
- Kay Nielsen, Danmarks kongelige familier i 1000 år, Ib Askholm, wyd. 1. udg., 1. opl, [Rødovre]: Askholm, 2007, ISBN 978-87-91679-09-4, OCLC 254232649. Brak numerów stron w książce
- Olsen R. A., Kongerækken, Kopenhaga 2005, ISBN 87-595-2525-8.